# Thomas Robb
Thomas Robb (Detroit, 13 de octubre de 1946) es un nacionalista blanco estadounidense, líder del Ku Klux Klan y pastor del movimiento de la Identidad Cristiana.
Robb es el director nacional del Partido de los Caballeros, también conocido como los Caballeros del Ku Klux Klan, Robb se hizo con el control de la organización en 1989.
En abril de 2023, comenzaron a circular informes sobre la muerte de Robb; sin embargo, su iglesia rápidamente contradijo esos informes al afirmar que Robb se encontraba en "excelente salud".
Thomas Robb fue víctima de una broma hecha por el youtuber de Reino Unido, Niko Omilana.En esta broma el YouTuber se hizo pasar por un periodista de la BBC, confundiendo a Robb y provocando que diga cosas a favor de la comunidad afroamericana. Posteriormente publicó el video en su canal “Niko Omilana”.

## Biografía
Robb nació en Detroit, Míchigan, y creció en Tucson, Arizona. Asistió a la Universidad en Colorado. 

### Actividades
Robb es el pastor del Christian Revival Center ubicado en Zinc, Arkansas, un centro del movimiento de la Identidad Cristiana, donde Robb propugna el racismo y el antisemitismo. El sitio web "Thomas Robb Ministries" declara que: "Los anglosajones, pueblos germánicos, escandinavos y otras naciones afines son el pueblo de la Biblia".

### Familia
En 2009, la hija de Robb, Rachel Pendergraft, y sus nietas, Charity y Shelby Pendergraft, formaron un grupo musical llamado Heritage Connection, que promueve el nacionalismo blanco.

### Caballeros del Ku Klux Klan
En 1989, Robb se hizo cargo de los Caballeros del Ku Klux Klan, originalmente dirigidos por David Duke. En un intento por ganar la aceptación general, tomó el título de "Director Nacional" en lugar de "Mago Imperial", y eligió cambiar el nombre de la organización a "Partido de los Caballeros", también decidió aceptar a miembros a través de formularios enviados por correo, en lugar de mediante los ritos de iniciación que habían sido una práctica común del Klan en el pasado. 
Robb defiende al Klan como una organización inofensiva, y afirma que es "amable, optimista y amigable", cuando apareció en el documental del canal de televisión PBS Banished, Robb comparó a una capucha del Klan con la corbata de un hombre de negocios, afirmando que: "Es solo una tradición".

### Vínculos con la extrema derecha
Robb ha mantenido vínculos con otros grupos de extrema derecha, ha hablado en el "Congreso Mundial" anual de líderes de grupos de odio del grupo Nación Aria, apareció en la red de radio Voice of Reason, (la voz de la razón), del defensor de la supremacía blanca Jamie Kelso, y contribuyó regularmente al foro de Internet que promueve el supremacismo blanco Stormfront. 
En 1996, Robb comenzó a ser pionero en el concepto de que los blancos estaban siendo objeto de un genocidio blanco.

### The Crusadery apoyo a Donald Trump
Robb's Party publica The Crusader, una publicación trimestral. En noviembre de 2016, solo unos días antes de las elecciones presidenciales, Robb escribió un artículo en primera plana bajo el título "Make America Great Again" (Hagamos a América grande otra vez), en el periódico The Crusader, ofreciendo su apoyo y respaldo al Presidente de los Estados Unidos Donald Trump. El equipo de campaña de Trump respondió negando cualquier tipo de vínculo con el artículo de The Crusader.